# دی‌کتن
دی‌کتن (به انگلیسی: Diketene) با فرمول شیمیایی C۴H۴O۲ یک ترکیب شیمیایی است. که جرم مولی آن ۸۴٫۰۸ g/mol می‌باشد. 